# Muhammad ben al-Arabiyya
Abu-Abd-Al·lah Muhàmmad ibn al-Arabiyya (àrab: مولاي محمد بن إسماعيل, mawlāy Muḥammad b. Ismāʿīl) (Meknes, 1694-?, 1738) fou sultà del Marroc (1736-1738) de la dinastia alauita. Era fill de Mulay Ismail i de Lalla Halima al-Sufianiya.
El 8 d'agost de 1736 el seu germà Abd Allah ben Ismail fou deposat pels Abid al-Bukhari (exèrcit de negres creat pel seu pare Mawlay Ismail) i es va refugiar amb els amazics Ayt Idrasan, sent proclamat llavors Muhàmmad ibn al-Arabiyya. Els mateixos Abid al-Bukhari el van deposar el 18 de juny de 1738 en favor d'un altra germà, Mulay al-Mustadi.